# Benny Vasseur
Bernard „Benny“ Vasseur (* 7. März 1926 in Neuville-Saint-Rémy; †  6. Februar 2015 in Paris) war ein französischer Jazzposaunist.

## Leben und Wirken
Vasseur hatte ersten Musikunterricht bei seinem Vater René Vasseur,  einem Amateur-Flötisten. Mit zehn Jahren spielte er zunächst Piano; auf dem Instrument erhielt er 1944 einen Musikpreis und spielte in einem Sextett, das 1945 in amerikanischen Militärbasen auftrat. In dieser zeit erhielt er den Spitznamen Benny. Unter dem Einfluss der Musik V-Discs von Tommy Dorsey und Jack Teagarden wechselte er zur Posaune. In der Nachkriegszeit spielte er im nahen Cambrai in Orchester des dortigen Hot Club; 1946 verließ er die Stadt und besuchte das Conservatoire Supérieure de Musique de Paris, wo er Unterricht bei Henri Couillaud (1946–48) hatte. Dort traf er auf André Paquinet; 1946/47 spielte er bei Pierre Braslavsky und gastierte häufig im Hot Club de Versailles. Außerdem tourte er in dieser Zeit mit Eddie Bernard, Armand Conrad, Hubert Fol und dem Orchester von Fred Adison; im Club Saint-Germain spielte er mit Jean Claude Fohrenbach und Boris Vian. Er spielte in den Orchestern von Claude Abadie, Pierre Atlan, Claude Bolling und Rex Stewart, mit dem er 1948 in Skandinavien tourte.
Ende der 19040er-Jahre spielte Vasseur außerdem mit Eddie Barclay (im Club Bœuf sur le Toît), Sidney Bechet, Maurice Emo, James Moody (Club Saint-Germain), Aimé Barelli, Hubert Rostaing, dann ab 1950 auch mit Bill Coleman, Coleman Hawkins, Charlie Parker, Nat Peck und Bernard Zacharias, Don Byas, Roy Eldridge u. a. Von 1951 bis 1953 gehörte er erneut dem Orchester von  Aimé Barelli an, mit dem er u. a. Django Reinhardt begleitete; danach spielte er im Orchestre Claude Luter. Daneben spielte er mit Albert Nicholas (1953) und Sidney Bechet (1954), Michel Attenoux (1953), Henri Renaud (1953), Dave Pochonet (1953), Clifford Brown (1953), Gigi Gryce, Buck Clayton, Jack Diéval (1954), Christian Chevallier (1955) und erneut mit Claude Luter (1955). 
In der zweiten Hälfte der 1950er-Jahre arbeitete er mit Michel Legrand, André Popp, Fred Gérard, Jo Moutet, Guy Lafitte, Martial Solal, Sarane Ferret, Lucky Thompson, Bill Harris, Chet Baker, Buck Clayton, Quincy Jones, Big Chief Russell Moore, Frank Rosolino sowie für verschiedenen Chansonsänger und Filmmusiken. In den folgenden Jahren arbeitete er auch für Fernsehsender, wie mit André Paquinet für Radio Luxembourg und für Annie Cordy. 1963 wurde er Mitglied im Orchestre Symphonique de Paris, arbeitete u. a. mit Stars wie Edith Piaf, Sacha Distel, Maurice Chevalier, Johnny Hallyday, Charles Aznavour, Jacques Brel, Liza Minnelli, Frank Sinatra, Tony Bennett und Sammy Davis Jr. Ab Mitte der 1970er-Jahre arbeitete er mit Claude Bolling, Stéphane Guérault, Moustache Galepides (1979), Gunther Schuller/Rolf Liebermann, Pierre Sellin, Guy Marchand, Eddy Louiss, in den 2000er-Jahren auch mit Alain Bouchet (Marciac, 2001), Hal Singer (2006), der Louisiana Jazz Band (2008), den  Bechet Memory All Stars. Eine Nierenerkrankung zwang ihn, seine Karriere zu beenden. 
Unter eigenem Namen legte Vasseur ein Album vor,  das er im März 1956 mit Fred Gérard, Fernand Verstraete, Roger Guérin und André Paquinet einspielt hatte (Tendrement Votre, Columbia). Benny Vasseur war von J. J. Johnson, Lawrence Brown und Dicky Wells beeinflusst. Im Bereich des Jazz war er zwischen 1945 und 2003 an 155 Aufnahmesessions beteiligt.